# Edward Mitchell
Edward „Ed“ Paul Mitchell Jr. (* 23. Juli 1901 in Philadelphia, Pennsylvania; † 25. Juni 1970 ebenda) war ein Ruderer aus den Vereinigten Staaten, der 1924 Olympiadritter im Vierer mit Steuermann war.

## Sportliche Karriere
Mitchell besuchte die University of Pennsylvania und graduierte 1923. Nach seiner Graduierung gehörte er dem Pennsylvania Barge Club an. Der Vierer dieses Vereins mit Edward Mitchell, Henry Welsford, Robert Gerhardt, Sidney Jelinek und John Kennedy vertrat die Vereinigten Staaten bei den Olympischen Sommerspielen 1924 in Paris. Die Vorläufe wurden von den Booten aus den USA, Frankreich, Italien und den Niederlanden gewonnen. Als Sieger des Hoffnungslaufs stellten die Schweizer das fünfte Boot im Finale. Im Finale siegten die Schweizer vor den Franzosen, dahinter erreichten die Amerikaner das Ziel als Dritte vor den Italienern.
Mitchell arbeitete später als Bauingenieur.